# Pierre de Fermat
Pierre de Fermat (Beaumont-de-Lomagne, 17 agosto 1601 – Castres, 12 gennaio 1665) è stato un matematico e magistrato francese.
Fu tra i principali matematici della prima metà del XVII secolo e dette importanti contributi allo sviluppo della matematica moderna. In particolare:
- con il suo metodo per l'individuazione dei massimi e dei minimi delle funzioni, precorse gli sviluppi del calcolo differenziale;
- fece ricerche di grande importanza sulla futura teoria dei numeri, iniziate durante la preparazione di un'edizione dell'Arithmetica di Diofanto di Alessandria, su cui scrisse note ed osservazioni contenenti numerosi teoremi. Proprio in una di queste osservazioni "a margine" enunciò il cosiddetto ultimo teorema di Fermat (che credeva, molto probabilmente a torto[senza fonte], di aver dimostrato), che è rimasto indimostrato per più di 300 anni, fino al lavoro di Andrew Wiles nel 1994;
- scoprì, indipendentemente da Cartesio, i principi fondamentali della geometria analitica e, attraverso la corrispondenza con Blaise Pascal, fu uno dei fondatori della teoria della probabilità.

## Biografia

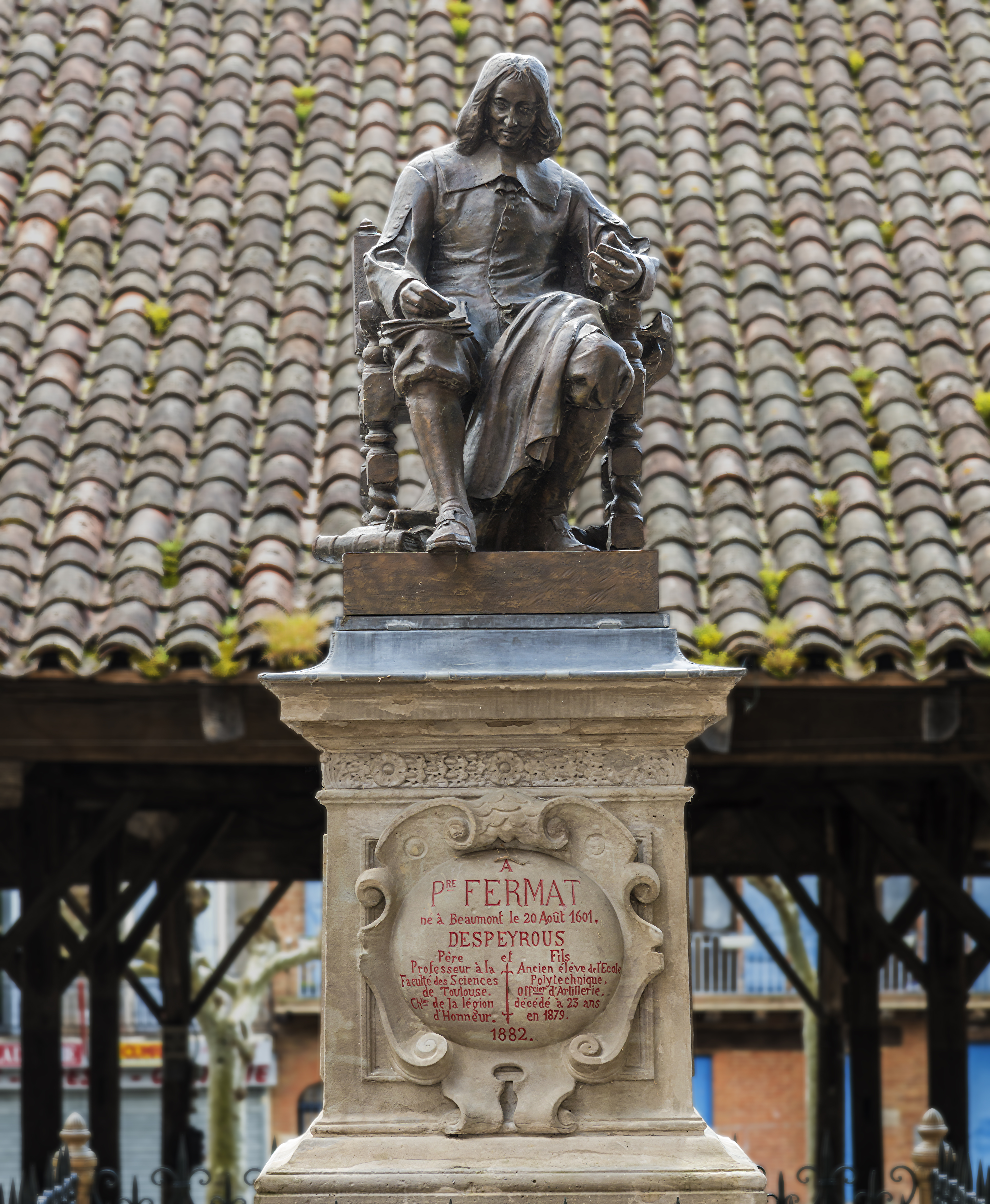
Monumento a Fermat a Beaumont-de-Lomagne

Pierre de Fermat nacque a Beaumont-de-Lomagne, città a 57 chilometri a nord-ovest di Tolosa. Figlio di un mercante di cuoio, studiò legge e divenne avvocato al Parlamento di Tolosa, dove si trasferì nel 1631. Nello stesso anno sposò la cugina materna Luisa de Long, dalla quale ebbe cinque figli. Lavorava duramente e scrupolosamente, ma nonostante ciò nel tempo libero si occupava di letteratura (compose persino alcuni versi) e, soprattutto, di matematica.
Per questo è chiamato "il principe dei dilettanti", poiché, pur dedicandosi alla matematica solo nel tempo libero, la sua influenza sulla storia della disciplina fu notevolissima. Pubblicava le sue idee molto raramente e per lo più sappiamo delle sue scoperte grazie alla corrispondenza scambiata con altri matematici, come Mersenne o Pascal. La conoscenza di altre sue intuizioni, come già detto per l'"ultimo teorema", ci viene da suoi commenti in margine a libri che stava leggendo. Per questo motivo spesso il suo lavoro fu imputato ad altri. Nel 1648 divenne Consigliere del Re al Parlamento di Tolosa e mantenne tale carica per i successivi diciassette anni. Morì all'età di 63 anni a Castres, città a 79 chilometri ad est di Tolosa.
La più antica e prestigiosa scuola superiore di Tolosa porta il suo nome ed è indicata fra le prime dieci scuole preparatorie della Francia. La residenza del tardo XV secolo a Beaumont-de-Lomagne dove Fermat nacque è poi diventata un museo. L'importanza storica di Fermat è stata riconosciuta per lungo tempo; per esempio ne scriveva Louis Genty nel XVIII secolo.
L'Unione Astronomica Internazionale gli ha dedicato il cratere Fermat sulla Luna.

## Scoperte matematiche

### Geometria analitica
Pierre de Fermat si occupò anche dell'applicazione dell'algebra alla geometria o geometria analitica. Verso il 1629 fece, sempre senza pubblicarla, la notevole scoperta che un'equazione f(x,y)=0 rappresenta una curva nel piano xy, che è il principio fondamentale della geometria analitica e che fu pubblicato nel 1637 nella Geometria di Cartesio.
Sappiamo però che i due guardavano alla loro scoperta in modo del tutto diverso: Cartesio infatti la considerava una rottura con la matematica antica, mentre Fermat la vedeva come una sorta di continuazione, e faceva notare che anche Apollonio nelle sue Coniche arrivava a concetti vicini alla geometria analitica.
Si occupò del problema delle tangenti ad una curva data e risolse il problema in modo differente da Cartesio. La sua soluzione del problema, il "metodo delle tangenti di Fermat", utilizza strumenti molto vicini a quelli di limite e derivata. Questo metodo permette anche di trovare i massimi e i minimi di una funzione, una volta che se ne sappia l'equazione della retta tangente. Per questo Fermat oggi è considerato uno dei fondatori del calcolo differenziale.
Studiò anche, in coordinate polari, la spirale di Fermat, descritta dall'equazione:
{\displaystyle r^{2}\ =\ \alpha ^{2}\theta }

### Calcolo delle probabilità
In una corrispondenza del 1650 con Blaise Pascal, Fermat sviluppò il calcolo delle probabilità, del quale è considerato uno dei fondatori. In particolare questa corrispondenza verteva sui problemi del gioco d'azzardo come, per esempio:
Se si lanciano più volte due dadi, quanti lanci sono necessari affinché si possa scommettere con vantaggio che esca il doppio sei? 
Nel carteggio con Pascal si trova anche la prima soluzione al problema della "Divisione della posta", anche noto come "Problema delle parti", che consiste nella divisione dei soldi in gioco se si è costretti ad interrompere una partita d'azzardo senza essere arrivati alla fine.

### Teoria dei numeri
Il campo in cui Fermat fu più attivo è sicuramente la teoria dei numeri, di cui si può in effetti considerare uno dei fondatori. Espresse molte delle sue scoperte sotto forma di congettura, senza provvedere ad una dimostrazione; molte di queste furono trovate nel XVIII secolo da Eulero, mentre per altre, ad esempio il già citato noto "ultimo teorema di Fermat", si dovrà aspettare ancora oltre.
Fermat trovò che la formula Errore del parser (SVG (MathML può essere abilitato tramite plug-in del browser): risposta non valida ("Math extension cannot connect to Restbase.") dal server "http://localhost:6011/it.wikipedia.org/v1/":): {\displaystyle F_n = 2^{2^n}+1,}
 per valori di n uguali a 1, 2, 3, 4 dà numeri primi. Congetturò quindi che essa restituisse solo numeri primi, ma, come scoperto da Eulero, se si immette 5 nella formula, essa dà come risultato un numero composto. Quando un numero che può essere scritto in questa forma è primo viene chiamato numero primo di Fermat. I numeri primi di Fermat hanno grande importanza in matematica: ad esempio Gauss nel 1796 dimostrò che ogni poligono regolare costruibile con riga e compasso ha un numero di lati che è il prodotto di uno o più numeri primi di Fermat.
Congetturò poi che ogni numero primo nella forma 4n+1 può essere espresso come somma di due quadrati. Per la dimostrazione di questa congettura bisognerà aspettare Eulero. Il risultato è noto come teorema di Fermat sulle somme di due quadrati.
Studiò l'equazione di Pell e congetturò il teorema secondo il quale ogni numero può essere scritto come somma, al più, di n numeri poligonali di grado n (tre numeri triangolari, quattro quadrati...)
Scoprì, senza dimostrarlo, anche il piccolo teorema di Fermat, il quale afferma che 
Errore del parser (SVG (MathML può essere abilitato tramite plug-in del browser): risposta non valida ("Math extension cannot connect to Restbase.") dal server "http://localhost:6011/it.wikipedia.org/v1/":): {\displaystyle a^p \equiv a \pmod{p}}

(in altre parole che un qualsiasi numero a elevato a una potenza prima p dà resto a se diviso per p).
La dimostrazione di questo teorema è dovuta anch'essa a Eulero, che lo generalizzò con il teorema di Eulero.
Ai nostri giorni esso è alla base dei sistemi di crittografia a chiave pubblica come l'RSA.
Ideò anche un nuovo algoritmo di fattorizzazione, il cosiddetto test di Fermat.
Ma il suo teorema più famoso è senza dubbio l'ultimo teorema di Fermat. Il suo enunciato è molto semplice, ma dimostrarlo ha rappresentato una sfida per secoli. Esso dice che non è possibile trovare quattro numeri interi x,y,z e n, con n>2, per cui:
Errore del parser (SVG (MathML può essere abilitato tramite plug-in del browser): risposta non valida ("Math extension cannot connect to Restbase.") dal server "http://localhost:6011/it.wikipedia.org/v1/":): {\displaystyle  x^n + y^n=z^n }

Fermat annotò la sua congettura sul margine di un volume dell'Arithmetica di Diofanto (in corrispondenza di II 8), con le seguenti parole:
La presunta dimostrazione del teorema non fu mai trovata, ma in compenso se ne rinvenne una dello stesso Fermat per il caso particolare di n=4, con la quale inventò un nuovo tipo di dimostrazione, la discesa infinita.
Oggi si ritiene che la dimostrazione generale che Fermat affermò di aver trovato fosse sbagliata. Eulero provò a dimostrare il teorema, ma riuscì solo nel caso particolare n=3. La dimostrazione completa arrivò solo nel 1994 da parte del matematico Andrew Wiles. Una dimostrazione completa era già stata fornita dallo stesso Wiles, nel 1993, ma, dopo la consueta revisione dell'elaborato da parte di matematici specializzati, era apparso un errore in un passaggio logico, in seguito corretto.

### Ottica
In ottica è noto il principio di Fermat, che afferma che: "Il percorso fra due punti preso da un raggio di luce è quello che è attraversato nel minor tempo". Questo principio è molto utile per spiegare vari fenomeni luminosi quali la rifrazione.